# Атоз
Атоз (фр. Athose) насеље је и општина у источној Француској у региону Франш-Конте, у департману Ду која припада префектури Безансон.
По подацима из 2011. године у општини је живело 173 становника, а густина насељености је износила 22,67 становника/km². Општина се простире на површини од 7,63 km². Налази се на средњој надморској висини од 650 метара (максималној 882 m, а минималној 540 m).

## Демографија
| 1962. | 1968. | 1975. | 1982. | 1990. | 1999. | 2011. |
| ----- | ----- | ----- | ----- | ----- | ----- | ----- |
| 131   | 152   | 140   | 129   | 122   | 120   | 173   |

График промене броја становника у току последњих година